# Кубок світу з біатлону 2016—2017 — етап 5
П'ятий етап Кубка світу з біатлону 2016—17 відбувався в Рупольдинзі, Німеччина, з 11 по 15 січня 2017 року. До програми етапу входило 6 гонок: чоловіча та жіноча естафети, спринт і  гонка переслідування у чоловіків та жінок.

## Гонки

### Чоловіки
| Гонка:                                                                        | Золото:                                                                                       | Час               | Срібло:                                                         | Час               | Бронза:                                                       | Час               |
| Естафета 4 х 7,5 км Протокол [Архівовано 13 січня 2017 у Wayback Machine.]    | Норвегія Уле-Ейнар Б'єрндален Ветле Шостад Крістіансен Генрік л'Абе-Лунд Еміль Гегле Свендсен | 1:13:40.7         | Росія Олексій Волков Антон Шипулін Матвій Єлісєєв Антон Бабіков | 1:13:45.8         | Німеччина Ерік Лессер Бенедикт Долль Арнд Пайффер Сімон Шемпп | 1:14:04.2         |
| Спринт 10 км Протокол [Архівовано 15 січня 2017 у Wayback Machine.]           | Мартен Фуркад Франція                                                                         | 22:34.2 (0+0)     | Юліан Ебергард Австрія                                          | 22:52.2 (0+0)     | Еміль Гегле Свендсен Норвегія                                 | 23:13.9 (0+0)     |
| Переслідування 12,5 км Протокол [Архівовано 18 січня 2017 у Wayback Machine.] | Мартен Фуркад Франція                                                                         | 33:57.5 (0+2+1+0) | Еміль Гегле Свендсен Норвегія                                   | 34:15.8 (0+0+0+0) | Міхал Крчмар Чехія                                            | 34:17.0 (0+0+0+0) |

### Жінки
| Гонка:                                                                      | Золото:                                                                 | Час                                                       | Срібло:                                                      | Час                                                       | Бронза:                                                             | Час                                           |
| Естафета 4 х 6 км Протокол [Архівовано 12 лютого 2021 у Wayback Machine.]   | Німеччина Ванесса Гінц Марен Гаммершмідт Франциска Пройс Лаура Дальмаєр | 1:09:53.0 (0+0) (0+1) (0+1) (0+1) (0+0) (0+2) (0+0) (0+1) | Франція Анаїс Шевальє Жустін Бреза Анаїс Бескон Селія Емоньє | 1:09:56.5 (0+1) (0+0) (0+0) (0+3) (0+1) (0+2) (0+0) (0+0) | Норвегія Кайя Вейєн Ніколайсен Гілде Фенне Тіріл Екгофф Марте Олсбю | 1:09:57.5 (0+0) (0+0) (0+1) (0+0) (0+0) (0+0) |
| Спринт 7,5 км Протокол [Архівовано 15 січня 2017 у Wayback Machine.]        | Кайса Мякяряйнен Фінляндія                                              | 20:51.8 (0+0)                                             | Габріела Коукалова Чехія                                     | 21:13.8 (0+0)                                             | Лаура Дальмаєр Німеччина                                            | 21:21.9 (0+0)                                 |
| Переслідування 10 км Протокол [Архівовано 18 січня 2017 у Wayback Machine.] | Кайса Мякяряйнен Фінляндія                                              | 30:58.0 (0+0+1+0)                                         | Габріела Коукалова Чехія                                     | 31:58.9 (2+0+0+0)                                         | Марі Дорен Абер Франція                                             | 32:21.1 (1+0+1+1)                             |

## Досягнення
Перша перемога на етапах Кубка світу
Найкращий виступ за кар'єру
|  |  |

Перша гонка в Кубку світу
|  |  |